# Daigo Araki
Daigo Araki (荒木 大吾 Araki Daigo?, Chiba, 17 de febrero de 1994) es un futbolista japonés que juega como centrocampista en el FC Gifu.

## Trayectoria

### Clubes
| Club              | País  | Año       |
| ----------------- | ----- | --------- |
| Júbilo Iwata      | Japón | 2016-2019 |
| Kyoto Sanga F. C. | Japón | 2020-2023 |
| FC Gifu           | Japón | 2024-     |